# Hans von Uslar-Gleichen

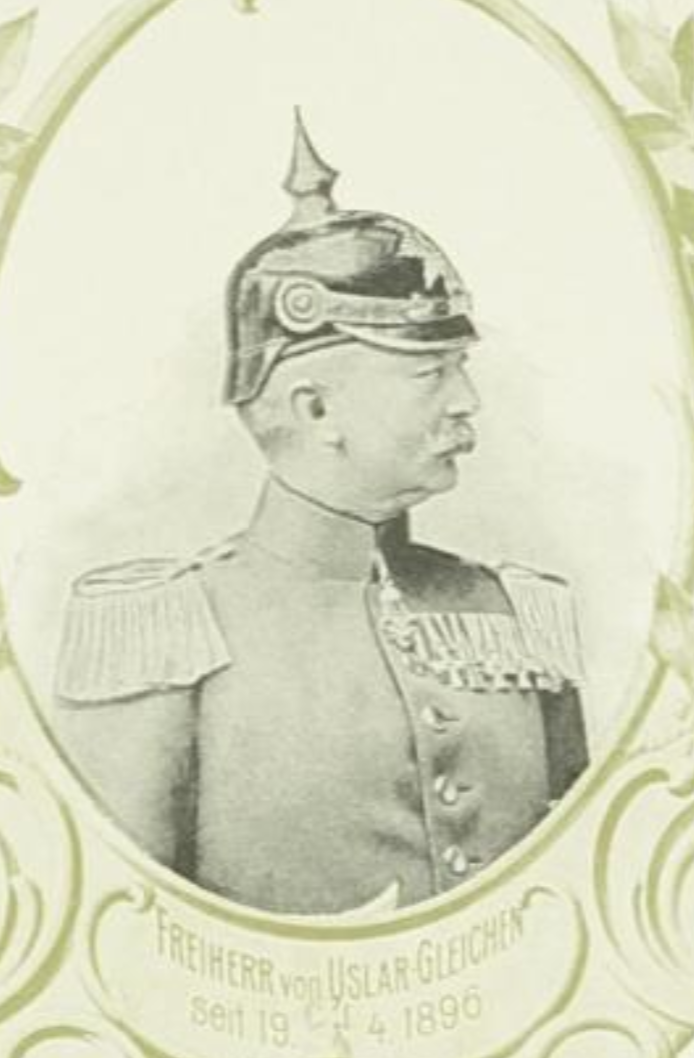
Hans von Uslar-Gleichen

Melchior Hans Charles Friedrich Freiherr von Uslar-Gleichen (* 22. Februar 1847 in Sennickerode; † 22. Juli 1935) war ein sächsischer Generalleutnant.

## Leben

### Herkunft
Hans entstammte dem 1. Ast der II. Melchiorischen Linie des niedersächsischen Adelsgeschlechts von Uslar-Gleichen. Er war der Sohn des Gutsbesitzers Adolf Freiherr von Uslar-Gleichen (1805–1872) und dessen Ehefrau Adelheid, geborene von Adelebsen (1828–1908).

### Militärkarriere
Nach dem Besuch der Gymnasien in Göttingen und Ilfeld studierte Uslar in Lausanne sowie in Göttingen. Am 21. Juni 1867 trat er als Avantageur in das 2. Grenadier-Regiment Nr. 101 der sächsischen Armee in Dresden ein und avancierte Anfang Januar 1868 zum Leutnant. Nachdem Uslar Mitte März 1870 zum Adjutanten des III. Bataillons ernannt worden war, nahm er während des Krieges gegen Frankreich an der Schlacht bei Gravelotte teil. Dabei bemerkte er, dass der aus Teilen der 9. und 10. Kompanie bestehende rechte Flügel seines Bataillons führerlos geworden war. Mit Erlaubnis übernahm er die Abteilung und konnte, unterstützt von Teilen des preußischen 2. Garde-Regiments zu Fuß, bis zum Nordeingang des Dorfes Saint-Privat vordringen. Dort wurde Uslar durch einen Schuss in die linke Schulter verwundet. Nach einem Lazarettaufenthalt im Fasanenschlösschen in Karlsruhe, Pflege bei seiner Familie und einer mehrwöchigen Kur in Baden-Baden kehrte er zu seiner Truppe zurück. Für seinen Einsatz erhielt Uslar neben dem Eisernen Kreuz II. Klasse das Ritterkreuz I. Klasse des Albrechts-Ordens mit Kriegsdekoration.
Nach dem Friedensschluss stieg Uslar am 29. November 1871 zum Premierleutnant auf. Wegen des Todes seines Vaters trat er am 1. September 1872 zur Reserve über und kümmerte sich um die Bewirtschaftung seiner Güter. Mit einem Patent vom 1. November 1874 trat er am 8. August 1875 in seinem Stammregiment wieder in den aktiven Dienst. Am 24. Mai 1878 stieg Uslar zum Hauptmann und Chef der 1. Kompanie auf. Unter Beförderung zum überzähligen Major erfolgten am 22. Juni 1888 seine Versetzung in das 1. (Leib-)Grenadier-Regiments Nr. 100 und bereits am 20. Mai 1889 mit der Ernennung zum Bataillonskommandeur seine Rückversetzung. Am 24. März 1893 erfolgte die Beförderung zum Oberstleutnant und etatsmäßigen Stabsoffizier, also Stellvertretendem Regimentskommandeur, beim 4. Infanterie-Regiment Nr. 103. Er wurde nach weiteren Jahren unter Beförderung zum Oberst am 19. April 1896 zum Kommandeur des 11. Infanterie-Regiment Nr. 139 ernannt, wobei er diesen Verband bis zum 25. März 1899 führte. Anschließend wurde er zunächst noch ohne Patent, das er am 28. Juni 1899 erhielt, Generalmajor und Kommandeur der 8. Infanterie-Brigade Nr. 89. In Genehmigung seines Abschiedsgesuches wurde Uslar am 22. März 1902 mit Pension und der Erlaubnis zum Tragen seiner Uniform zur Disposition gestellt. Gleichzeitig verlieh ihm König Albert das Komtur II. Klasse seines Verdienstordens. Nach seiner Verabschiedung erhielt Uslar am 18. August 1905 den Charakter als Generalleutnant.
Er war Herr auf Altengleichen, Sennickerode und Wöllmarshausen.

### Familie
Uslar hatte sich am 23. Februar 1871 in Göttingen mit Emma Freiin von Uslar-Gleichen (* 1851) aus der Ludolfschen Linie verheiratet. Aus der Ehe gingen drei Töchter und zwei Söhne hervor. Die älteste Tochter Adelheid (* 1873) war mit dem sächsischen Generalmajor Hans von Koppenfels (1862–1935) verheiratet.